# Mina Mangal
Mina Mangal, in arabo مينه منګل‎?, traslitterato a volte come Mena Mangal, (1992 – Kabul, 11 maggio 2019), è stata una giornalista e attivista afghana per i diritti delle donne.

## Biografia
Mangal è nata in Afghanistan, primogenita di sei fratelli (cinque femmine e un maschio). Prima della carriera giornalistica si è formata come ostetrica e ha studiato diritto, interessandosi alla poesia e alla scrittura. Ha studiato giornalismo alla Mashal University di Kabul.
Mangal ha svolto diversi lavori per sostenere economicamente l'istruzione dei suoi fratelli. Mangal ha ottenuto popolarità come conduttrice per i canali televisivi Tolo TV, Shamshad TV, Lemar TV e Ariana Television Network. È diventata nota come femminista e sostenitrice dei diritti delle donne in Afghanistan, in particolare per quanto riguarda l'istruzione e l'occupazione.
Il marito e la sua famiglia vedevano il lavoro di Mangal e la sua posizione sulle questioni femminili come una minaccia al loro onore, e lei ha dovuto lasciare il suo primo lavoro dopo che lui divenne violento nei suoi confronti. Un portavoce della Procura Generale ha dichiarato alla BBC che la sua famiglia aveva presentato una denuncia per violenza domestica. La coppia è stata sposata per 10 anni ma ha formalmente divorziato in seguito a un lungo ricorso alla Commissione per i diritti umani, sulla base del fatto che la vita di Manga fosse in pericolo. Tuttavia l'ex marito e la sua famiglia hanno continuato a perseguitare Mangal, insistendo affinché si risposasse. La famiglia di Mangal sostiene che il marito abbia drogato Mangal e l'abbia portata con la forza nella provincia di Paktia, dove è stata torturata e picchiata. Il fratello di Mangal ha riferito che hanno ottenuto il suo rilascio "con l'aiuto di alcuni funzionari governativi e degli anziani della tribù".
È stata, prima della sua morte, consulente per la commissione culturale della Camera del popolo, la camera bassa dell'Assemblea nazionale.

### Morte
Secondo un portavoce del Ministero degli affari interni Mangal è stata uccisa la mattina dell'11 maggio 2019, nella zona sud-est di Kabul. Il portavoce ha dichiarato che uno o più assassini sono fuggiti dal luogo dell'omicidio. Non è noto se si tratti di un attacco terroristico o di un delitto d'onore. L'ex marito è stato sospettato dalla polizia. La famiglia sospetta che l'ex marito di Mangal o la sua famiglia siano coinvolti e ha sporto denuncia contro l'ex marito e i suoi genitori.
Nei giorni precedenti la sparatoria Mangal aveva raccontato su Facebook una serie di minacce che le erano state rivolte, senza che la polizia e le autorità le offrissero protezione. Le circostanze della sua morte sono state criticate da attiviste per i diritti delle donne afghane come Wazhma Frogh, che ha affermato: "Questa donna aveva già raccontato che la sua vita era in pericolo; perché non è successo nulla? Perché per gli uomini è così facile in questa società continuare a uccidere le donne con le quali non sono d'accordo?". Il primo ministro canadese Justin Trudeau ha definito l'uccisione una "tragedia inaccettabile" e anche l'ambasciata statunitense a Kabul ha espresso le proprie condoglianze.
La sua morte è stata descritta dalle attiviste per i diritti delle donne come parte di una serie di uccisioni di donne in Afghanistan ed è stata chiesta una maggiore protezione per le giornaliste. Secondo il Comitato per la protezione dei giornalisti nel 2018 in Afghanistan sono stati uccisi 13 giornalisti, il numero più grande registrato in un solo anno.